# Panaxatriol
Panaxatriol  es un compuesto orgánico del grupo de ginsenósidos. Es un dammarano tetracíclico -tipo triterpeno sapogenina que encuentran en el ginseng ( Panax ginseng ) y en notoginseng ( Panax pseudoginseng ). Está formado por la deshidratación de protopanaxatriol.